# Männerpartei
Die Männerpartei (M) ist eine Kleinpartei in Österreich, die sich für „Chancengleichheit und Gleichbehandlung“ der Männer vor dem Gesetz einsetzt.

## Geschichte
Die Männerpartei wurde 2008 von Oliver Peter Hoffmann gegründet und ist seit 2009 in der Öffentlichkeit aktiv. Der erste Schwerpunkt der politischen Arbeit war auf „Gleichberechtigung für Väter“ gerichtet. Zu diesem Thema wurden von der Männerpartei Podiumsdiskussionen, Demonstrationen und Medienarbeit durchgeführt.
Bei den Wien-Wahlen 2010 kandidierte die Partei im Rahmen der Plattform Direkte Demokratie, eines Wahlbündnisses aus fünf Gruppierungen.
Bei der Nationalratswahl in Österreich 2013 kandidierte die Männerpartei im Bundesland Vorarlberg. Sie erhielt 488 Stimmen, was 0,28 % der gültigen Stimmen in Vorarlberg und 0,01 % in Österreich entsprach.
Erstmals bei der Landtagswahl Vorarlberg 2014 angetreten, erzielte die Partei 0,39 % der Stimmen und kein Mandat.
Bei der Gemeinderatswahl in Wien 2015 kandidierte die Partei im Bezirk Donaustadt und erreichte dort 0,17 % (gesamt: 0,02 %).
Bei der Nationalratswahl 2017 trat die Partei in Vorarlberg an, verpasste aber mit 221 Stimmen den Einzug in den Nationalrat deutlich.